# Begovo, Plovdiv
Begovo (în bulgară Бегово) este un sat în comuna Kaloianovo, regiunea Plovdiv,  Bulgaria. 

## Demografie
Componența etnică a satului Begovo
     Bulgari (62%)
     Romi (37,33%)
     Nicio identificare (0,65%)
     Altele (0%)
La recensământul din 2011, populația satului Begovo era de 758 locuitori. Din punct de vedere etnic, majoritatea locuitorilor (62,0%) erau bulgari, cu o minoritate de romi (37,33%). Pentru 0,65% din locuitori nu este cunoscută apartenența etnică.